# 1:a klass torpedbåt

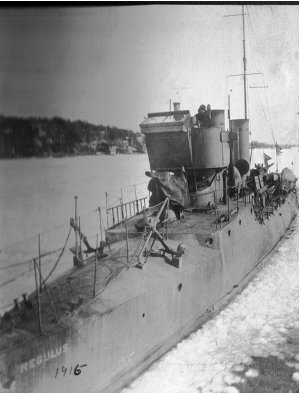
1:a klass torpedbåten Regulus av Plejadklass.

1:a klass torpedbåt var benämningen på snabbgående, ångdrivna fartyg bestyckade med självgående torpeder, som började byggas under senare delen av 1800-talet. Klassen avsåg båtar större än 80 ton. Den första svenska båten hette HMS Komet och levererades från Tyskland år 1896. Totalt levererades 29 st 1:a klass torpedbåt till svenska marinen.